# Lymantria lucescens
Lymantria lucescens är en fjärilsart som beskrevs av Butler 1881. Lymantria lucescens ingår i släktet Lymantria och familjen tofsspinnare. Inga underarter finns listade i Catalogue of Life.